# Vuurtoreneiland
Vuurtoreneiland (in italiano isola del faro) è una piccola isola dell'IJmeer, nei Paesi Bassi, in prossimità della costa di Durgerdam. La funzione principale dell'isola è quella di ospitare un faro; sull'isola è anche presente un forte militare, in dususo a partire dagli anni trenta.

## Storia
Il faro è stato operativo a partire dal 1700 ed è chiamato Vuurtoren Hoek van 't IJ, ovvero faro dell'angolo dell'IJ", dal nome della punta sulla terraferma più prossima. Il primo faro era un edificio in pietra a base quadrata. Nel 1809, sull'isola furono inviati dei militari di guardia, la cui struttura a loro dedicata divenne, nel 1844, un vero e proprio forte entrando a far parte, nel 1883, della Linea di difesa di Amsterdam. Il faro fu rimpiazzato, nel 1839, con un traliccio in ferro, ancora oggi visibile sull'isola.
Alla fine dell'XIX secolo, la fortezza fu rinforzata e resa a prova di bomba e una batteria di artiglieria venne portata sull'isola. I 5 cannoni presenti vennero spostati a Den Helder nel 1904. Nel 1959, il forte venne declassato a roccaforte, anche se i militari avevano lasciato l'isola diversi anni prima. Nel 1981, l'isola fu inserita tra i Rijksmonument, e nel 1996, insieme alle altre 41 fortezze della Linea di difesa di Amsterdam, venne dichiarata Patrimonio dell'umanità. Lo stesso anno fu costruito un ponte, che la connetteva con la terraferma. Il segnale antinebbia fu disattivato nel 2001 e il faro fu spento nel 2003, quando l'ultimo guardiano se ne andò in pensione. Il faro fu però riattivato nel 2005.

## Stato attuale
Di proprietà statale, da qualche anno, è raggiungibile giornalmente con un traghetto da Amsterdam e sull'isola è presente un ristorante.